# Megaselia aquilonia
Megaselia aquilonia är en tvåvingeart som beskrevs av Schmitz 1958. Megaselia aquilonia ingår i släktet Megaselia och familjen puckelflugor. Arten är reproducerande i Sverige. Inga underarter finns listade i Catalogue of Life.